# Lemps (Ardèche)
Lemps település Franciaországban, Ardèche megyében. Lakosainak száma 798 fő (2022. január 1.). Lemps Cheminas, Étables, Saint-Barthélemy-le-Plain, Saint-Jean-de-Muzols, Sécheras, Vion és Gervans községekkel határos.

## Népesség
A település népességének változása:
| Lakosok száma | 326  | 431  | 507  | 715  | 790  | 793  | 785  | 797  | 797  | 798  |
|               | 1968 | 1982 | 1990 | 2006 | 2013 | 2015 | 2017 | 2019 | 2020 | 2022 |